# Eryk z Hoya
Eryk z Hoya (zm. 27 kwietnia 1458) – administrator biskupstwa Osnabrücku od 1437 do 1441, biskup (antybiskup) Münsteru od 1450 do 1457.

## Życiorys
Pochodził z rodu hrabiów Hoya, a wielu członków jego rodziny sięgało po godności biskupie. Był prepozytem kapituły katedralnej w Kolonii. W 1437 został wybrany na administratora biskupstwa Osnabrücku, którym jednak fatalnie zarządzał. Wskutek krwawego zdarzenia w środę popielcową w 1441 w katedrze w Osnabrücku świątynia ta została objęta interdyktem, a w końcu tego roku na mocy decyzji soboru w Bazylei Eryk został pozbawiony swego urzędu, który przekazano w ręce biskupa Münsteru Henryka z Moers, pochodzącego z rodu od wielu lat rywalizującego z hrabiami Hoya. Osnabrück poddał się Henrykowi w styczniu 1442.
Po śmierci Henryka w czerwcu 1450 Eryk z Hoya stał się jednym z kandydatów do stanowiska biskupa Münsteru, jednak arcybiskup Kolonii Dytryk z Moers poparł swego krewnego Walrama z Moers i pozyskał poparcie dla niego większości kapituły katedralnej w Münsterze. Podwójny wybór biskupa został rozstrzygnięty na mocy decyzji papieża Mikołaja V, który wskazał na Walrama. Po jego stronie opowiedział się też król Niemiec Fryderyk III Habsburg. Z kolei Eryk zdobył poparcie księcia Kleve Jana I i miasta Münster. Początkowo zwolennicy Eryka odnosili sukcesy i pod koniec 1451 kontrolowali niemal całe księstwo.
Na początku 1452 sytuacja się zmieniła. Walram porozumiał się z biskupem Utrechtu Rudolfem z Diepholz, a kapituła i przedstawiciele miast uzgodnili nowego kandydata na stanowisko biskupa, krewnego Rudolfa, Konrada z Diepholz. Zwolennicy zaczęli opuszczać Eryka. Ten jednak nadal miał oparcie w uboższych mieszkańcach miasta. Wybuchła wojna, a Eryk obalił dotychczasową radę miejską w Münsterze i zapewnił obsadzenie stanowisk we władzach miejskich wyłącznie przez swoich zwolenników, usuwając większość przedstawicieli patrycjatu. Poparł go też w 1454 księcia Brunszwiku-Lüneburga Fryderyk Pobożny, jednak został pokonany przez wojska Walrama i Rudolfa. W 1455 Rudolf zmarł, co pozbawiło Walrama najważniejszego sojusznika. Z kolei Konrad z Diepholz otrzymał biskupstwo Osnabrücku.
W październiku 1456 zmarł Walram, a Eryk ponownie chciał za pośrednictwem księcia Burgundii Filipa III Dobrego uzyskać zatwierdzenie papieskie. Wsparcie Filipa ponownie przyczyniło się do wzrostu jego stronnictwa w księstwie biskupim. Jednak większość kapituły wybrała na nowego biskupa Konrada z Diepholz. Czekając na rozstrzygnięcie papieskie Eryk umacniał się w Münsterze, gdzie w styczniu 1457 otrzymał obywatelstwo miasta, a w marcu został wybrany do rady miejskiej. Ostatecznie papież Kalikst III wskazał jednak trzeciego kandydata, Jana Wittelsbacha, co pogrzebało nadzieje Eryka – jego dotychczasowi zwolennicy, książę Kleve i mieszczanie Münsteru, wyczerpani konfliktem, woleli ułożyć swoje stosunki z nowym biskupem. W październiku 1457 zawarty został układ, zgodnie z którym Eryk zrezygnował ze swoich roszczeń, a w zamian otrzymał dożywotnią pensję odpowiadającą wysokości dochodów prepozyta katedry w Kolonii. Zmarł wkrótce potem, 27 kwietnia 1458.